# 赵小轻
赵小轻（1966年6月—），四川嘉陵区人，汉族，中华人民共和国政治人物。
赵小轻1966年6月出生于四川嘉陵区，1984年8月参加工作，1990年6月毕业于四川师范大学汉文专业，1993年7月加入中国共产党，2003年4月当选为南充市委副秘书长，2004年6月为蓬安县县委常委、常务副县长，2011年11月为蓬安县委副书记兼代县长，2011年12月当选为县长。。